# Bölgesel Amatör Lig
La Bölgesel Amatör Lig es el quinto nivel del sistema turco de ligas de futbol. Se divide en más de 80 regiones, con un total de 250 equipos. Organizada desde 2010 por la Federación Turca de Fútbol, básicamente es una liga para aficionados pero con posibilidad de lograr la profesionalización al subir de categoría a la TFF Tercera División (Cuarta División del futbol turco).

## Equipos de la temporada por Regiones 2022-23

### ADANA
- Adana 1954
- Adana Vefaspor
- Ceyhanspor
- Hadırlıgücü

### ADIYAMAN
- Adıyamanspor
- Kahta 02

### AFYONKARAHISAR
- Bolvadin Belediyespor
- Sandıklıspor

### AĞRI
- Doğubayazıt Belediyespor

### AMASYA
- Suluova Sebatspor

### ANKARA
- 1926 Polatlı Belediyespor
- Ankara TKİ
- Başkent Gözgözler Akademi
- Gölbaşı Belediyespor
- Hacettepe
- Kavaklıderespor
- Sincan Belediyespor

### ANTALYA
- Antalya Kemerspor
- Korkuteli Belediyespor
- Kumluca Belediyespor
- Manavgat Belediyespor

### ARTVİN
- Arhavispor

### AYDIN
- Aydın Yıldızspor
- Davutlar Belediyespor
- İsabeyli Şırlanspor
- Sökespor

### BALIKESİR
- 1966 Edremitspor
- Burhaniye Belediyespor
- Etispor
- Gönen Belediyespor

### BİLECİK
- Bayırköyspor

### BİNGÖL
- 12 Bingölspor

### BITLIS
- Bitlis Özgüzelderespor

### BOLU
- Yeniçağa

### BURDUR
- Mehmet Akif Ersoy Üniversitesi Gençlikspor

### BURSA
- 1947 Çekirge İdman Yurdu
- Akhisar Demirspor
- Bursa Kültür 1987
- Görükle İpekspor
- İnegöl Kafkas Gençlikspor
- Zaferspor

### ÇANAKKALE
- Bigaspor
- Bozcaadaspor

### ÇANKIRI
- 1074 Çankırıspor

### ÇORUM
- Osmancık Belediyespor

### DENİZLİ
- Kale Belediyespor
- Kızılcabölükspor
- Sarayköyspor
- Serinhisarspor

### DİYARBAKIR
- Bağlar Belediyespor
- Çınar Belediyesispor
- Erganispor
- Yenişehir Belediyespor

### EDİRNE
- Edirne Osmanlıspor
- Uzunköprüspor

### ELAZIG
- Elazığ Aksaray Gençlikspor
- Fırat Üniversitesi

### ERZİNCAN
- Erzincan Ulalarspor

### ERZURUM
- Palandöken Belediyespor

### ESKISEHIR
- Anadolu Üniversitesi
- Eskişehir Yunusemrespor

### GAZİANTEP
- Araban Belediyespor
- Gaziantep Ankasspor

### GIRESUN
- 1926 Bulancakspor
- Görelespor

### GÜMÜŞHANE
- Gümüşhane Türk Telekomspor

### HAKKARİ
- Yüksekova Belediyespor

### HATAY
- 5 Temmuz İskenderunspor
- Antakya Belediyespor
- Samandağ Gençlerbirliği

### ISPARTA
- Keçiborlu Belediyespor

### MERSİN
- Anamur Belediyespor
- Homurlu 1951
- Silifke Belediyespor

### İSTANBUL
- Bağcılar
- Bahçelievlerspor
- Bayburt 1918
- Bayrampaşa Teknikspor
- Beylerbeyi 1911
- Beylikdüzüspor
- Büyükçekmece Mimarobaspor
- Cankurtaranspor
- Feriköy
- Gazi Mahallesispor
- Haliçspor
- İstanbul Sinopspor
- Kartalspor
- Kavacık
- Kuruçeşme
- Kuştepespor
- Modafen
- Nişantaşıspor
- Ortaköy
- Osmaniye İstiklal
- Sancaktepe
- Silivrispor
- Sultanbeyli Belediyespor
- Sultangazispor
- Vefa

### IZMIR
- Alaçatıspor
- Aliağa Futbol
- Bornova
- Bornova Yeşilovaspor
- Çeşme Belediyespor
- Çiğli Belediyespor
- Özçamdibispor
- Tire 2021

### KARS
- Kars 36 Spor

### KASTAMONU
- Kastamonu Özel İdarespor

### KAYSERİ
- Hacılar Erciyes Gençlikspor
- Kayseri Emar Grup
- Talasgücü Belediyespor

### KIRKLARELİ
- Babaeskispor
- Kavaklıspor

### KIRŞEHİR
- Mucurgücü

### KOCAELİ
- Değirmenderespor
- Gebze Tayfunspor
- Gebzespor
- Gölcükspor
- Kocaeli Harb-İş
- Kullar 1975 Spor
- Yuvacıkspor

### KONYA
- Çatalhüyük Çumra Belediyespor
- Konya Ereğlispor
- Meram Kara Kartallarspor
- Sarayönü Belediyespor

### KÜTAHYA
- Akıncılarspor
- Tavşanlı Tepecikspor
- TKİ Tavşanlı Linyitspor

### MALATYA
- Akçadağspor
- Arapgirspor
- Malatya İdman Yurdu
- Malatya Yeşilyurt Belediyespor

### MANİSA
- Hacırahmanlıspor
- Manisa Sanayispor
- Salihli Belediyespor
- Yunusemre Belediyespor

### KAHRAMANMARAS
- Elbistanspor
- Kahramanmaraş Büyükşehir Belediyesi Gençlikspor

### MARDİN
- Mardin 1969
- Mazıdağı Fosfatspor

### MUĞLA
- Muğlaspor
- Yatağanspor

### MUŞ
- Yeşil Vartospor

### NEVŞEHİR
- Suvermez Kapadokyaspor

### NİĞDE
- Niğde Belediyesispor

### ORDU
- Ulubey Belediyespor
- Ünye 1957

### RİZE
- Çayelispor
- Rize Özel İdarespor

### SAKARYA
- Arifiye Kalaycıspor
- Hendek Dereköyspor
- Hendekspor
- Kazımpaşa Birlikspor
- Serdivanspor

### SAMSUN
- Atakum Belediyespor
- Çarşambaspor
- Karasamsunspor
- Samsun Büyükşehir Belediyespor

### SİİRT
- Kurtalanspor

### SİNOP
- Boyabat 1868

### SİVAS
- Cumhuriyet Üniversitesi

### TEKİRDAĞ
- Çerkezköy 1911 Doğanspor
- Çorluspor 1947
- Tekirdağspor

### TOKAT
- Niksar Belediyespor
- Tokat Belediyesi Plevnespor

### TRABZON
- 1985 Derecikspor
- Bahçecikspor
- Çarşıbaşı Belediyespor
- DSİ Karadenizspor
- Sebat Gençlikspor

### TUNCELİ
- Dersimspor

### ŞANLIURFA
- Siverek Belediyespor
- Viranşehir Belediyespor

### UŞAK
- Budaklar Gençlikspor

### VAN
- Vangölü Sportif

### YOZGAT
- Yozgat Belediyesi Bozokspor
- Yozgatspor 1959

### ZONGULDAK
- Devrek Belediyespor
- Karadeniz Ereğli Belediyespor
- Kozlu Belediyespor

### AKSARAY
- Eskil Belediyespor

### BAYBURT
- Bayburt Belediyespor

### KARAMAN
- Su Durağı Gençlerbirliği

### KIRIKKALE
- Kırıkkale Yahşihanspor

### BATMAN
- Batman 72 Belediyespor

### ŞIRNAK
- Cizre Serhatspor
- Şırnak İdmanyurduspor

### BARTIN
- Bartınspor

### ARDAHAN
- Serhat Ardahanspor

### IĞDIR
- Iğdır Esspor

### YALOVA
- Altınova Belediyespor
- Yalovaspor

### KARABÜK
- Adatepe Dökecekspor
- Kardemir Karabükspor

### KİLİS
- Kilis Belediyespor

### OSMANİYE
- Bahçespor

### DÜZCE
- Çilimli Belediyespor
- Düzce 81 Yıldızspor